# 細川政権 (戦国時代)
細川政権（ほそかわせいけん）は、明応2年（1493年）から天文18年（1549年）まで存在した、日本の戦国時代における武家政権である。この時期に足利将軍の権威は弱体化していた室町幕府で、細川氏宗家の京兆家当主が管領を独占して実権を握っており、足利将軍を推戴（ときには対立）しつつも実質的に政権を担った。細川京兆家による専制であることから「京兆専制」とも呼称される。

## 歴史

### クーデターによる政権奪取

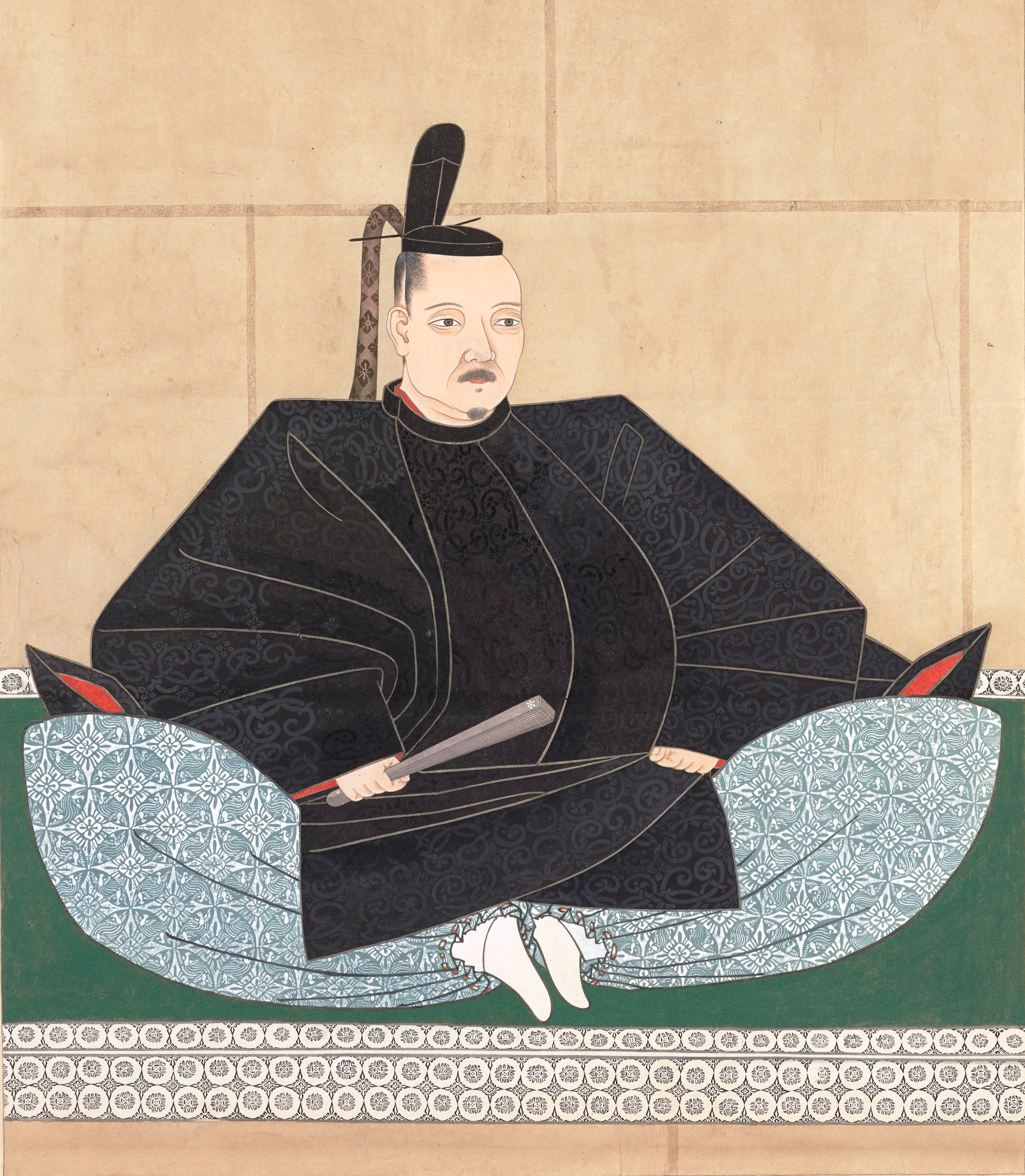
足利義材（足利義稙）

応仁の乱の最中、京兆家当主で管領として大きな力を持っていた細川勝元が死去し、このことを受けて嫡男の政元が跡を継いだ。とはいえこの時点で政元はまだ7歳であり、実際には後見である細川政国（典厩家）が主宰し、内衆の中から選ばれた評定衆による合議によって方針が定められた。内衆とは細川京兆家直属の家臣のことで、室町幕府の奉行衆を模した行政官的な役割を果たす人々であった。
応仁の乱によって自領の経営が危なくなった斯波氏・畠山氏などの有力大名は京都を離れて領国に帰還したが、細川京兆家の領国は摂津・丹波・土佐と、土佐を例外とすればいずれも京都周辺であり、細川氏分家・庶流の領国も和泉・備中・讃岐・阿波と比較的京都に近い国が多かった。そのため、京兆家以下の当主は京都にいたまま、内衆を守護代や代官として派遣することで現地の統制を行うことが可能であり、常に幕府の運営に直に関与できる強みを有した。半面、京都の情勢の影響を常に強く受け続けることになった。
政元は長享3年（1489年）に9代将軍足利義尚が陣没して将軍継嗣問題が起こると、次期将軍に義尚の従兄の天龍寺香厳院主清晃（堀越公方足利政知の子で後の足利義澄）を推していたが、義尚の叔父足利義視や元管領畠山政長との政争に敗れて義視の子で義尚の従弟である義材（後の義稙）が10代将軍に擁立された。
延徳3年（1491年）1月に義視が死去すると、幕政は畠山政長によって独占されることとなった。明応2年（1493年）2月、政長は河内平定のため、将軍義材を擁した幕府軍を率いて畠山義豊（応仁の乱時の政長の宿敵畠山義就の子）を攻めた。そしてこの遠征中に、京都の留守を任されていた細川政元は、十分な根回しのもと日野富子・伊勢貞宗と結託してクーデターを決行し（明応の政変）、4月に清晃を京都にある自邸に招き入れて実質的に11代将軍足利義高として擁立した。一方、河内にあった幕府軍に京都の政変を知ると動揺して離反が相次ぎ、義材の奉公衆も富子と貞宗の勧告で多くが義材を見捨てて帰京した。政元は討伐軍を送り、義材は丹波守護代の上原元秀に捕縛されて京都龍安寺に幽閉され、畠山政長は自害した。こうして政元は将軍を傀儡として擁立することで、細川政権を成立させた。この政治体制は「京兆専制」とも呼ばれる。

### 政元政権

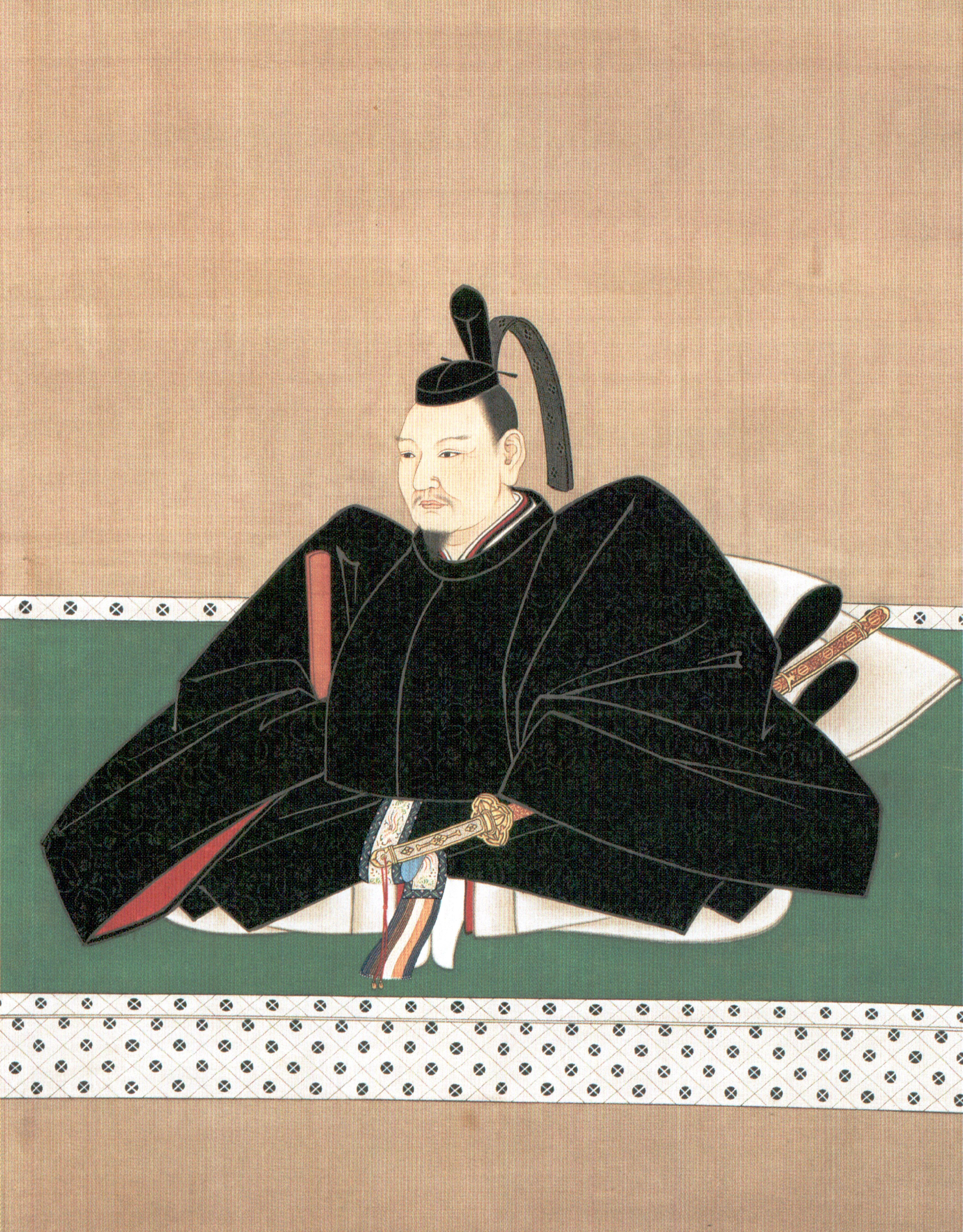
細川政元

しかし、義材に逃亡されたことは政元の誤算であった。政元は将軍殺しの汚名を嫌い、義材を小豆島あたりに流罪にしようと考えていたが、義材は畠山政長の配下だった越中守護代の神保長誠による手引きで京都を脱出してしまったのである。このため、明応8年（1499年）には義材に呼応した政長の子尚順ら諸大名の攻撃を受けるが、政元はこれを破り、義材は周防の大内義興のもとに逃亡した。それまで三管領として細川氏と競り合ってきた畠山氏・斯波氏の力は弱体化され、細川政元が管領職を独占して幕府の実権を握り、比叡山延暦寺を焼き討ちするなど各地で反抗勢力を攻めたり細川氏の被官としたりして勢力拡大を図り、京兆専制を打ち立て細川氏の全盛期を築くこととなった。
一方、将軍義高（後に義澄と改名）を擁立して覇権を掌握した政元にも問題は起こった。政元は明応の政変において活躍した上原元秀の能力を評価して重用したが、それが評定衆を構成する他の内衆からの反感を買って、元秀は殺害されてしまう。さらに山城守護職の地位を巡って分家の阿波守護家の細川義春と幕府政所執事伊勢貞陸が争った際に、政元が幕府内に大きな権力を持つ貞陸に妥協して貞陸を新しい守護にしたところ、貞陸は細川氏の被官が多く加わっている山城国一揆を弾圧して解散に追い込み、さらに義春は阿波に帰国して家臣の三好之長ら国人を起用して現地内衆に対抗させるなどの反抗的な態度を示すようにもなった。

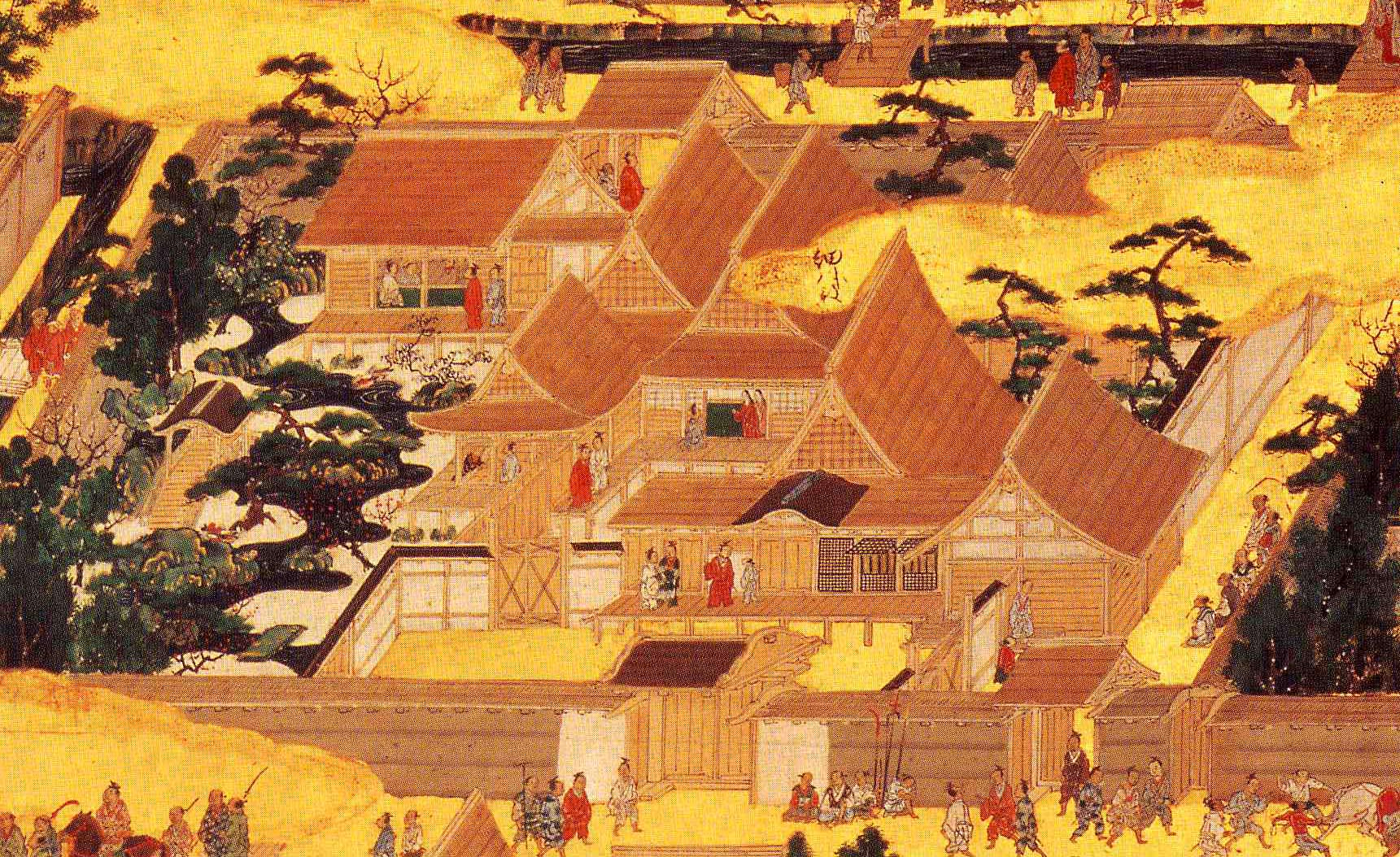
上杉本　洛中洛外図屏風「細川殿」

政元は元服前から修験道に凝っており、その後、修験道の修行に出かけて行ってしまい、政務を家臣任せにしていることもある（細川両家記より）。幸いにして政元には安富元家や薬師寺元長といった優秀な家臣団が存在していたこと、政元自身も文亀元年（1501年）に定めた内衆の統制と合議に関する「式条」を制定していたことから、特に政務が乱れることは無かった。しかしこのような政元の奇行や後述の養子問題で家臣の一部が反発し、永正元年（1504年）には摂津守護代の薬師寺元一（薬師寺元長の子）と赤沢朝経による反乱が起こるなどして、これを政元は鎮圧したが、次第に細川氏内部に不穏な動きが起こり始める。
政元は女性を側に近づけず、妻帯もしなかったので、実子がいなかった。政元には弟もおらず、家督を継がせられるような甥や従兄弟も京兆家にはいなかったため、養子として関白九条政基の末子である細川澄之（将軍義澄の母方の従兄弟）を迎えたが、やがて細川氏庶流や内衆などが細川氏と血のつながらない養子に将来細川宗家家督が譲られることに反発したため、分家の阿波守護家から細川成之の孫細川澄元を2人目の養子に迎えた（成之の子で澄元の実父である義春は既に病死）。なお、前述の三好之長も澄元に付けられて上洛し、政元に仕えることになる。さらに後には同じく分家の野州家から細川高国も養子に迎えるなど（ただし高国については養子になった時期が不明で政元の死後という説や野州家当主としての箔付のための養子縁組であったとする説もある）、3人の養子を迎えたことがかえって家督争いを引き起こす結果となった。なお、前述の反乱を起こした薬師寺元一は、澄元の養子入りにおいて主導的な役割を果たしたとされているが、これは結果的には澄元の排除には至らず、かえって阿波細川家の離反を恐れる内衆による澄元擁立の動きを強めることになる。
永正3年（1506年）、政元はさらなる自らの勢力拡大を目指して、河内・大和・丹後など諸国に軍を派遣した。この遠征は翌年になっても続いたため、政元の身辺には軍がいないという事態が続いた。そして永正4年（1507年）6月23日、政元は澄之を推す薬師寺長忠（薬師寺元一の弟）・香西元長らによって暗殺された（永正の錯乱）。

### 澄之政権～澄元政権

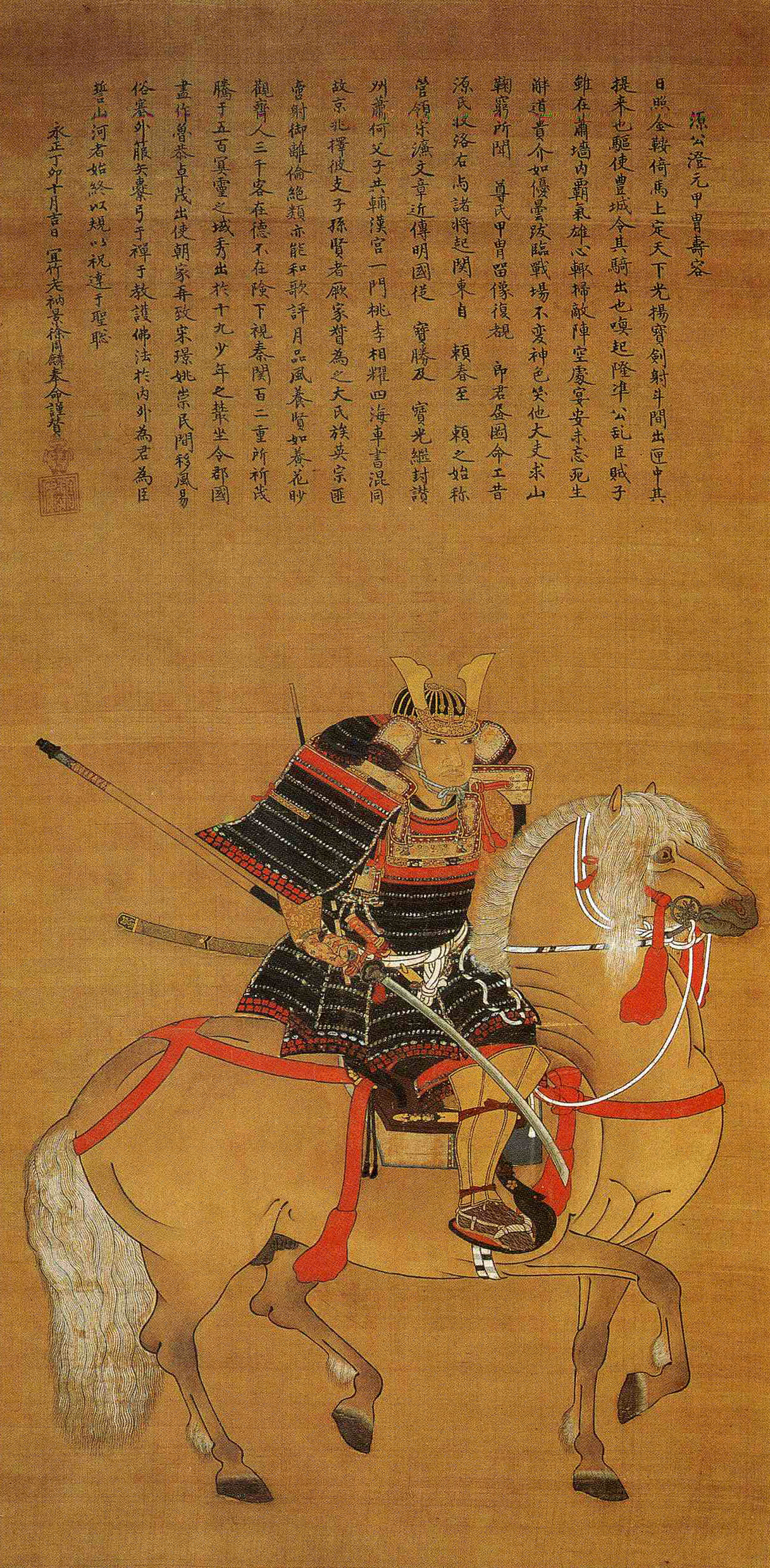
細川澄元

政元暗殺後の6月24日、長忠と元長は細川澄元の暗殺も謀ったが、澄元は家臣・三好之長の手引きによって近江に脱出した（之長は澄元の養子入りの際に阿波細川家から同行して政元の家臣に加えられていた）。こうして長忠と元長は澄之を擁立した。
しかし近江に逃れた澄元・之長らは近江の国人衆と他の細川一族を味方につけ、8月1日には京都に侵攻する。この戦いで澄之は敗れ、遊初軒（澄之の自邸）で自害した。長忠・元長らも自害し、澄之政権はわずか40日で崩壊した。
澄之を自害に追い込んだ澄元は、細川京兆家の家督を継いだ。ところが、このような内紛が周防に逃れていた足利義尹（義材）と大内義興のもとに知らされると、義興は九州・中国の諸大名を動員して上洛を開始した。澄元は高国に命じて義興と和睦しようとしたが、高国はその意に反し義興と通じて寝返った。このため、和睦交渉は決裂する。
永正5年（1508年）4月、西から義興が率いる軍、東から高国が率いる伊賀などの軍勢に攻められた澄元は、京都を放棄して近江に逃亡した。この時、澄元に擁立されていた足利義澄も近江に逃亡した。このため、再び義尹が将軍に復帰し（後に義稙と改名）、高国は京兆家の家督を継いで管領、義興は管領代となって今度は高国・義興の連立による傀儡政権が成立した。

### 高国政権と両細川の乱

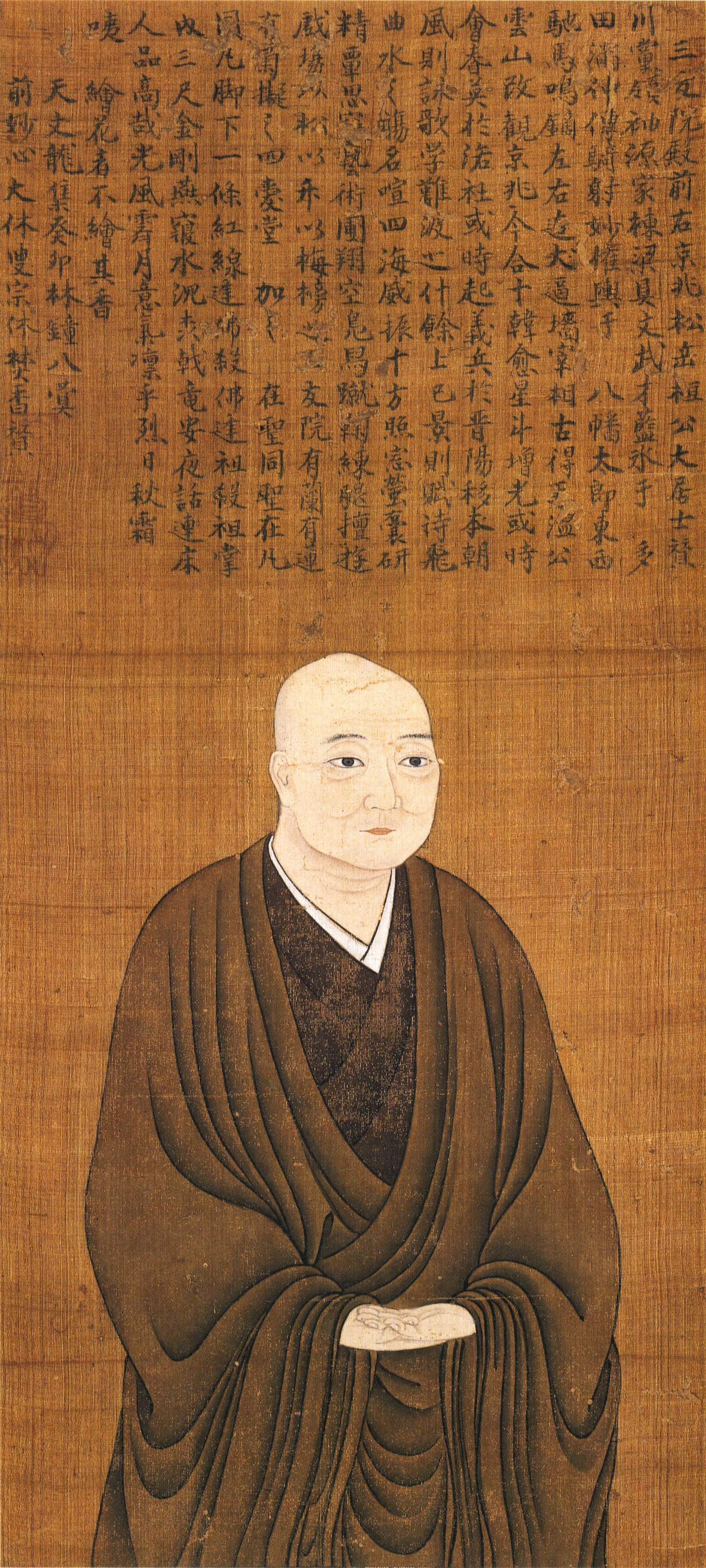
細川高国

永正6年（1509年）、京都奪還を目指す澄元・之長らは京都に侵攻するが敗退（如意ヶ嶽の戦い）する。このため、永正7年（1510年）には逆に高国・義興による近江侵攻が行われたが、澄元は近江国人衆の支持を得てこれを破るなど、一進一退の攻防が続けられた。
永正8年（1511年）、澄元は細川政賢・赤松義村らを味方につけた大軍を率いて京都に侵攻し、各地で高国・義興連合軍を破った。ところが後ろ盾であった近江守護の六角高頼が高国方に寝返り、さらに8月14日に澄元が擁していた足利義澄が病死してしまう。このためもあって、8月24日に行われた決戦である船岡山合戦で澄元は敗れて細川政賢は戦死し、澄元は摂津に敗走した。
将軍足利義稙を擁する高国と義興の連立政権はしばらく続いたが、永正15年（1518年）8月2日、大内義興は周防に帰国したため、高国による単独政権となる。ところが反攻の機会をうかがっていた澄元らは、永正16年（1519年）10月に摂津に侵攻した（田中城の戦い）。この侵攻を高国は防ぎきれず、永正17年（1520年）1月になると山城で土一揆が起こるなどして遂に近江に逃亡する。この時、高国と不仲だった義稙は高国と行動を共にせず、澄元の庇護を受けた。しかし5月になると、近江に逃れた高国は大軍を率いて京都に侵攻し、澄元は摂津に敗走し、三好之長は捕らえられて処刑された（等持院の戦い）。そして6月10日、澄元も最終的に逃亡した阿波勝瑞城で病死した。
澄元の死で敵対者がいなくなった高国であるが、元々実力者である大内義興の力を背景にした政権であったことから、その政権基盤は脆弱なものであり、義興が帰国した後の高国は強権政治を敷きこれを維持せざるを得なかった。功臣の河原林政頼や利倉民部丞らを粛清したのを始めとして、大永元年（1521年）には対立していた将軍・足利義稙を追放して義澄の子・足利義晴を新たに第12代将軍に擁立するなど、まさに「今は心に懸る事もなく、威稜日月に増長」であった。
大永5年（1525年）4月、高国は子の稙国に家督を譲って隠居するが、稙国は12月に早世してしまい、やむなく家督を再相続した。

### 堺政権

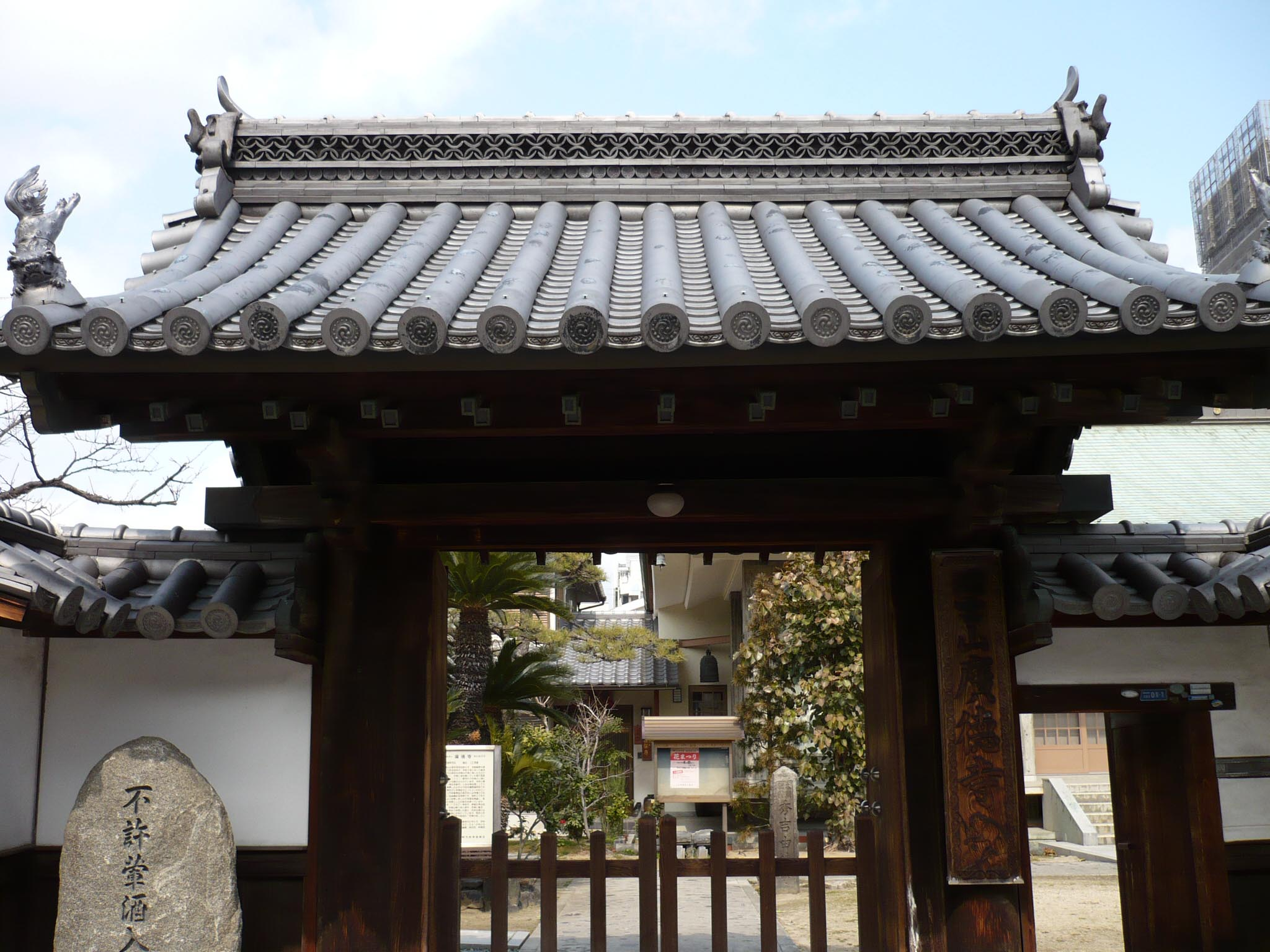
細川高国の最期の地となった広徳寺

大永6年（1526年）、又従兄弟に当たる丹波の守護・細川尹賢の讒言を信じた高国は、重臣の香西元盛を誅殺した。これにより、元盛の兄弟である波多野元清や柳本賢治らは細川六郎（澄元の嫡男、後の晴元）や三好元長（之長の孫）と通じて高国に反乱を起こした。これに対して高国は波多野討伐を実行したが、内藤国貞らの反抗もあって失敗する。大永7年（1527年）2月には桂川原の戦いで波多野・三好軍らに高国は敗れ、将軍・足利義晴を擁して近江に逃亡した。六郎達は義晴の兄弟に当たる足利義維を擁立、仮政権・堺幕府を樹立した。
享禄3年（1530年）5月、高国に代わって京都で権勢を振るっていた柳本賢治が、家臣の中村助三郎によって暗殺された。これを機に高国は再び京都復帰を果たしたが、享禄4年（1531年）3月には摂津中嶋の戦いにおいて三好元長に敗れ、6月4日の天王寺の戦い（大物崩れ）でも元長に敗れて捕らえられ、6月8日に自刃に追い込まれた。こうして高国政権は崩壊した。

### 晴元政権

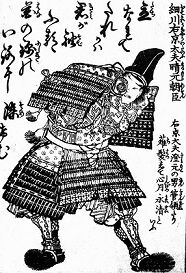
細川晴元

高国の死後、三好元長に擁されて細川京兆家の家督を継いだのは、澄元の子の細川晴元である。しかし享禄5年（1532年）に三好政長・木沢長政や茨木長隆の讒言を受けて、本願寺第10世証如を通じて一向一揆を動かし、一揆軍に対する敗戦責任を口実として元長を誅殺し、堺幕府と決別した。一向一揆の暴走（天文の錯乱）には法華一揆・六角定頼の力を借りて戦い、天文5年（1536年）に和睦、京都で勢力を伸ばした法華一揆は定頼と比叡山延暦寺に与して鎮圧（天文法華の乱）、京都の安定を確保して将軍・義晴と和睦、義晴を傀儡とした管領晴元による幕政が行われた（もっとも、晴元が継承できたのは細川京兆家の家督のみで、高国の死後管領職は廃絶となったとする異説もある。また、当時の幕政は将軍と内談衆ら側近による合議制に移行して管領の職務は儀礼的なものに限定され、細川京兆家も管領職の任免によって将軍に統制されることを望まず、将軍の後見人として実質的権力を振るう方針を採ったとする指摘もある）。
だが、30年に及んだ両細川の内紛によって細川氏一門およびその領国が二分されただけではなく、細川京兆家を支えていた内衆の多くが討たれたり追放されたりして姿を消し、細川政権はその政治的・軍事的基盤を失うことになった（特に大物崩れでは滅亡した高国陣営に譜代の内衆が多く、室町期から受け継がれてきた細川京兆家の持つ政治的ノウハウを喪失させることになり、同家の政治力低下につながった）。更に細川氏の守護や内衆によって抑圧の対象となっていた国人が内紛の混乱に乗じて在地において力を伸ばすことで、在京生活が多く在地における基盤を固めきれなかった内衆は没落し、あるいはその動きに対抗するために在地に戻って自らも国人領主化していった。こうした事態に対応するため、細川政権は体勢の立て直しに迫られた。1つは外部勢力の支援を受けて支持基盤を強化する方法である。もう1つは三好氏や茨木氏といった、本来内衆には加えられていなかった有力国人を政権に取り込んでいく方法である。細川高国が大内義興と結んだのは前者の戦略によるもので、細川晴元が京兆家にとっては外様である三好元長・長慶父子や茨木長隆を守護代に抜擢にしたのは後者の戦略によるものであった。高国・晴元を通じて細川氏の守護としての領国は解体され、内衆は完全に姿を消すことになる。この時点で細川政権の前提となる細川氏一族の同族連合と内衆の合議制に基づく意思決定が放棄されたのである。

### 三好長慶の台頭と細川政権の崩壊

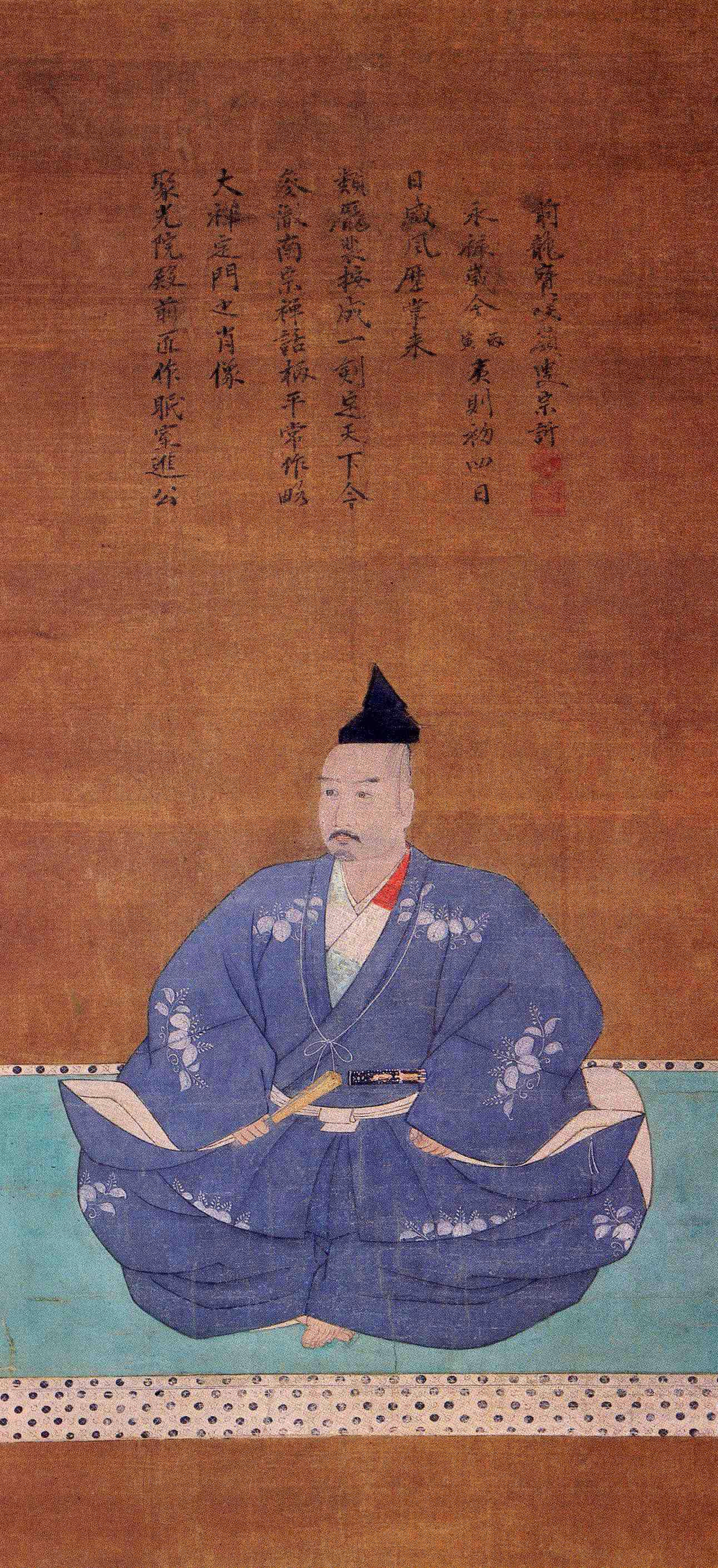
三好長慶

天文2年（1533年）、かつての高国陣営は高国の実弟である細川晴国を擁して挙兵をした。しかし、晴国は本来は高国に代わってその実家である野州家（当時は房州家とも称した）を継ぐ存在であり、京兆家の後継者として典厩家から高国の養子に迎えられ、かつ年長でもあった細川氏綱を支持する勢力からは協力を得られず、3年後に晴国が敗死したことで一旦は晴元の体制は安定化した。
天文11年（1543年）に今度は細川氏綱が挙兵したことにより、再び細川家の内紛が再燃した。この時、元長の子・三好長慶が晴元の家臣として頭角を現し、晴元は氏綱を圧倒する。しかし天文17年（1548年）、長慶が氏綱側に寝返ったため、一転して晴元側が不利となり、天文18年（1549年）には江口の戦いで長慶に敗れて政長を討ち取られた晴元は、義晴・義輝父子と共に近江に逃亡した。氏綱は管領となるも長慶の傀儡にすぎず（前述のように氏綱の管領就任も晴元同様史実ではないとする説もある）、晴元の敗北により細川政権は終焉し、長慶による下克上によって新たに三好政権が成立したのである。三好政権は依然として将軍・管領といった上位権力を擁してはいたが、その意思（上意）からは自由に行動しており、細川政権とは性格が異なるものであった。その一方で、それまで三好氏の家臣と考えられていた人物の何人かが長慶に付けられた氏綱の家臣であることが判明したり、丹波守護代の内藤国貞が最後まで氏綱を支援していたりすることから、国貞が死去する天文22年（1553年）頃までは実質権力を有しており、その後も長慶に権力を委ねつつも摂津の旗頭としての立場を守ったとする見解も出されている。

### 細川京兆家のその後
その後も晴元は政権奪回を目指して再挙を図るが、長慶に敗れて永禄4年（1561年）に和睦せざるを得なくなった（久米田の戦い）。晴元はその2年後に死去し、晴元の嫡男・昭元は氏綱と共に三好氏の傀儡となる。織田政権下でも昭元は織田信長の妹婿に迎えられて、名目上旧領国丹波の旗頭として命脈を保った。